# Macrani
Macrani (em guzerate: મકરાણી; em balúchi: مکرانی) são uma comunidade muçulmana encontrada no estado indiano de Guzarate e Paquistão. Estão subdivididos em alguns clãs, os principais sendo os ascani, balúchi, umarzai, rinde-balúchi, mulcaje e gudizai. Todos gozam de estatuto equivalente, e não há sistema de exogamia gotra. Muitos ainda estão empregados pela polícia estadual, enquanto outros são principalmente fazendeiros. Os macrani jamate, outra de suas subdivisões, são extremamente ativos nos assuntos da comunidade.

## História
Os macrani de Guzarate são descendentes dos balúchis que foram levados para Sauraxtra como mercenários. Eles ainda estão distribuídos nos antigos estados principescos de Catiavar. Estes soldados balúchis vieram da região de Macrão do Baluchistão. Eles agora falam guzerate, enquanto alguns macrani também conhecem urdu. São uma das três comunidades encontradas em Guzerate, que alega ter se originado no Baluchistão.
Os macrani estão agora distintos dos balúchis sulaimani, outra comunidade balúchi encontrada na região. No Paquistão, por outro lado, o termo macrani tende a ser usado como sinônimo dos sidis, porém os macrani guzerates possuem conexão alguma com a comunidade sidi, tal como são etnicamente balúchis, mas sem conexão histórica com a África.